# Cyclea
Cyclea is een geslacht uit de familie Menispermaceae. De soorten komen voor in (sub)tropisch Azië.

## Soorten
- Cyclea aphylla Gagnep.
- Cyclea atjehensis Forman
- Cyclea barbata Miers
- Cyclea bicristata (Griff.) Diels
- Cyclea cauliflora Merr.
- Cyclea debiliflora Miers
- Cyclea densiflora (Yamam.) Y.C.Tang & H.S.Lo
- Cyclea elegans King
- Cyclea fansipanensis Gagnep.
- Cyclea fissicalyx Dunn
- Cyclea gracillima Diels
- Cyclea hainanensis Merr.
- Cyclea hypoglauca (Schauer) Diels
- Cyclea insularis (Makino) Hatus.
- Cyclea kinabaluensis Forman
- Cyclea laxiflora Miers
- Cyclea longgangensis J.Y.Luo
- Cyclea meeboldii Diels
- Cyclea merrillii Diels
- Cyclea migoana Yamam.
- Cyclea ochiaiana (Yamam.) S.F.Huang & T.C.Huang
- Cyclea peltata (Burm.f.) Hook.f. & Thomson
- Cyclea pendulina Miers
- Cyclea peregrina Miers
- Cyclea polypetala Dunn
- Cyclea racemosa Oliv.
- Cyclea robusta Becc.
- Cyclea sutchuenensis Gagnep.
- Cyclea tonkinensis Gagnep.
- Cyclea varians Craib
- Cyclea wattii Diels